# Ma Jian
Ma Jian (馬健T, 马健S, Mǎ JiànP; Shijiazhuang, 20 agosto 1969) è un ex cestista cinese.

## Carriera
È conosciuto per aver giocato nella squadra della University of Utah dal 1993 al 1995, diventando il primo giocatore cinese a giocare negli Stati Uniti. Ma Jian divenne un commentatore delle gare dei Los Angeles Clippers sulla radio cinese KAZN. Tornò a giocare in Cina, per poi ritirarsi nel 2003.